# Championnats du monde de vol à ski 2018
Navigation
Kulm 2016 Planica 2020
La 25e édition des championnats du monde de vol à ski se déroule du 19 janvier 2018 au 21 janvier 2018 à Oberstdorf en Allemagne qui organise pour la sixième fois la compétition. Le Slovène Peter Prevc est le tenant du titre tandis que la Norvège tentera de défendre son titre par équipe.

## Résultats

### Individuel
| Place | Sauteur              | Pays      | Points |
| ----- | -------------------- | --------- | ------ |
| 1     | Daniel-André Tande   | Norvège   | 651.9  |
| 2     | Kamil Stoch          | Pologne   | 638.6  |
| 3     | Richard Freitag      | Allemagne | 627.6  |
| 4     | Stefan Kraft         | Autriche  | 608.4  |
| 5     | Andreas Stjernen     | Norvège   | 606.9  |
| 6     | Peter Prevc          | Slovénie  | 600.1  |
| 7     | Andreas Wellinger    | Allemagne | 599.7  |
| 8     | Johann André Forfang | Norvège   | 599.2  |
| 9     | Robert Johansson     | Norvège   | 599.0  |
| 10    | Dawid Kubacki        | Pologne   | 589.8  |

Tremplin : Heini Klopfer HS235
Il y a trois séries de saut, la quatrième étant annulée pour cause de vent

### Par équipes
| Place | Pays      | Sauteurs                                                                  | Points |
| ----- | --------- | ------------------------------------------------------------------------- | ------ |
| 1     | Norvège   | Robert Johansson Andreas Stjernen Johann André Forfang Daniel-André Tande | 1662.2 |
| 2     | Slovénie  | Jernej Damjan Anze Semenic Domen Prevc Peter Prevc                        | 1615.8 |
| 3     | Pologne   | Piotr Zyla Stefan Hula Dawid Kubacki Kamil Stoch                          | 1592.1 |
| 4     | Allemagne | Andreas Wellinger Stephan Leyhe Markus Eisenbichler Richard Freitag       | 1581.2 |
| 5     | Autriche  | Clemens Aigner Manuel Poppinger Michael Hayböck Stefan Kraft              | 1488.8 |
| 6     | Suisse    | Andreas Schuler Killian Peier Gregor Deschwanden Simon Ammann             | 1350.6 |
| 7     | Russie    | Alexey Romashov Mikhail Nazarov Denis Kornilov Dimitry Vassiliev          | 1283.2 |
| 8     | Finlande  | Antti Aalto Jarkko Maeaettae Eetu Nousiainen Janne Ahonen                 | 1262.2 |

## Tableau des médailles
| Rang  | Nation    | Or | Argent | Bronze | Total |
| ----- | --------- | -- | ------ | ------ | ----- |
| 1     | Norvège   | 2  | 0      | 0      | 2     |
| 2     | Pologne   | 0  | 1      | 1      | 2     |
| 3     | Slovénie  | 0  | 1      | 0      | 1     |
| 4     | Allemagne | 0  | 0      | 1      | 1     |
| Total | Total     | 2  | 2      | 2      | 6     |